# Daly City
Daly City (Ciudad de Dalí) es una ciudad de Estados Unidos, perteneciente al estado de California. Está situada en el condado de San Mateo, al sur de San Francisco. Daly City y algunas comunidades en los condados de Los Ángeles y de Santa Clara (tales como Monterey Park, Milpitas y Rowland Heights) son las únicas ciudades con mayoría asiática en los Estados Unidos continental. Su población asciende a 104.901 habitantes según estimaciones para 2020.

## Geografía
Daly City está situada en 37° 41′ 27″ al norte, 122° 27′ 57″ O (37.690700, -122.465950).
Según la oficina de censo de Estados Unidos, la ciudad tiene un área total del 19.6 km².

## Demografía
Según el censo de 2020, hay 104.901 habitantes, 30.775 casas, y 23.081 familias que residen en la ciudad. La densidad de población es 5292.1/km². La división racial de la ciudad era 46.59% asiáticos, 27.37% latinos, 25.90% blancos 12.32% personas de una o más razas.

## Transportes
Las infraestructuras de carreteras de la barriada incluyen las carreteras estatales 1, 35 y 82 y la interestatal 280 que une la ciudad y los condados de San Mateo y Santa Clara con San Francisco. El aeropuerto internacional de San Francisco está a unos 15 kilómetros de Daly City.